# 李龙昶
李龙昶（越南语：／；1151年—1181年），越南李英宗第一子，1151年出生，生母昭灵皇后武氏。

## 生平
他一出生就受封為顯忠王，後來被封為皇太子。成年后行为不轨，与后宫一名妃嫔通奸而被英宗废掉，改为保国王。1175年李英宗临死之际，其母曾欲贿赂大臣苏宪诚之妻，欲使其废李龙𣉙而立他为皇帝，但被拒。1181年，李龙昶去世，终年29岁。